# Mark Lievisse Adriaanse
Mark Lievisse Adriaanse (1994) is journalist bij NRC Handelsblad.

## Opleiding en werk
Na het Merewade College in Gorinchem haalde hij in 2012 zijn propedeuse Journalistiek aan de Hogeschool Utrecht. Hierna werkte hij als journalist en publicist bij onder andere nrc.next, The Post Online, Groene.nl, Hand in Hand, De Limburger, hpdetijd.nl en De Jaap.
Na het behalen van zijn Minor Economische Sociologie aan de Erasmus Universiteit behaalde hij in 2015 zijn bachelor Politicologie aan de Universiteit Leiden. In 2016 rondde hij in Leiden cum laude de master Filosofie af, met als specialisaties Filosofie, Politiek en Economie.
Nadat Lievisse Adriaanse in de zomer van 2016 had gestudeerd aan de London School of Economics and Political Science (LSE) volgde hij een jaar de master Journalistiek en Media aan de Universiteit van Amsterdam.
Sinds 2017 is hij bij de NRC. Tussen 2017 en 2020 schreef hij over het ministerie van Justitie en Veiligheid en tussen 2020 en 2022 was hij politiek redacteur. Sinds 2022 is hij verslaggever op de Binnenland-redactie. 
Als journalist schrijft hij veel over democratie, macht & onmacht en politieke cultuur. Tevens onderzoekt hij de werking van het overheidsbeleid in Nederland. In 2022 is hij als fellow verbonden aan het NIAS.

## Erkenning
Samen met zijn collega Derk Stokmans maakte hij een reconstructie van de eerste zes maanden van de coronacrisis. Samen werden zij daarvoor in 2020 onderscheiden met de journalistieke prijs De Tegel in de categorie 'Achtergrond' en voor datzelfde onderzoek verdienden ze De Loep in de categorie Controlerende onderzoeksjournalistiek.

## Prijzen
- De Tegel (2020)
- De Loep (2020)

## Andere activiteiten
Als tiener was Lievisse Adriaanse enkele jaren actief voor de SP en ROOD in Gorinchem.
Naast columnist en blogger schreef hij ook mee aan mee aan het 'Feyenoord XXL-boek' en 'Feyenoord Onvergetelijk'.

## Co-auteur
- Feyenoord - de Grootste XXL-boek (2016) (ISBN 9789491555770)
- Feyenoord Onvergetelijk 2016-2017 (2017) (ISBN 9789491555992)